# یواس‌اس میلر (اف‌اف-۱۰۹۱)
یواس‌اس میلر (اف‌اف-۱۰۹۱) (به انگلیسی: USS Miller (FF-1091)) یک کشتی بود که طول آن ۴۳۸ فوت (۱۳۴ متر) بود. این کشتی در سال ۱۹۷۲ ساخته شد.